# جاكي بوروز
جاكي بوروز (بالإنجليزية: Jackie Burroughs)‏ (و. 1939 – 2010 م) هي مخرجة أفلام، وكاتبة سيناريو، وممثلة صوت، وممثلة مسرحية، وممثلة أفلام من كندا، والمملكة المتحدة، ولدت في لانكشر، توفيت في تورونتو، عن عمر يناهز 71 عاماً، بسبب سرطان المعدة.

## جوائز
حصلت على جوائز منها:
- جائزة إيرل غراي  [لغات أخرى]‏ (2001)
- جائزة الحاكم العام للفنون الاستعراضية [الإنجليزية]‏.

## وصلات خارجية
- جاكي بوروز على موقع IMDb (الإنجليزية)
- جاكي بوروز على موقع ألو سيني (الفرنسية)
- جاكي بوروز على موقع أول موفي (الإنجليزية)
- جاكي بوروز على موقع قاعدة بيانات الأفلام السويدية (السويدية)
- جاكي بوروز على موقع قاعدة بيانات الفيلم (الإنجليزية)
- جاكي بوروز على موقع كينوبويسك (الروسية)